# Рубелий Бланд
Рубелий Бланд (на латински: Rubellius Blandus; * Тибур) е римски оратор.
Произлиза от конническата фамилия Рубелии от Тибур (Тиволи, Италия). Той е реторик и римски конник. Учител е на Папирий Фабиан, който става учител на Сенека Млади.
Баща е на Рубелий, който става проконсул на провинция Крета и Кирена. Дядо е на Гай Рубелий Бланд става суфектконсул през 18 г. и през 33 г. се жени за Юлия Ливия, дъщеря на Ливила и Юлий Цезар Друз, внучка на император Тиберий и вдовица на Нерон Цезар. Другият му внук Луций Рубелий Гемин е консул през 29 г.
Прадядо е на Рубелий Плавт и Рубелия Баса, деца на внука му Гай с Юлия.